# Clanis negritensis
Clanis negritensis là một loài bướm đêm thuộc họ Sphingidae. Nó được tìm thấy ở Philippines.